# Amin Ayoub
Amin Ayoub (ur. 8 listopada 1995 w Nantes) – francuski zawodnik mieszanych sztuk walki (MMA). Były mistrz organizacji UAE Warriors w wadze półśredniej z 2019 roku. W latach 2020-2021 mistrz organizacji Brave CF w wadze lekkiej. Od 2025 związany z polską organizacją KSW.

## Osiągnięcia

### Mieszane sztuki walki
- UAE Warriors
  - 2019: Mistrz UAE Warriors w wadze półśredniej
- Brave Combat Federation
  - 2020–2021: Mistrz Brave CF w wadze lekkiej[2]
- Konfrontacja Sztuk Walki
  - Bonus za walkę wieczoru vs. Mickaël Lebout (KSW 106)

## Lista zawodowych walk w MMA
| Wynik     | Bilans | Przeciwnik (bilans przed walką) | Rozstrzygnięcie                             | Runda | Czas | Rozgrywki                                     | Data       | Miejsce           | Uwagi                                                                   |
| --------- | ------ | ------------------------------- | ------------------------------------------- | ----- | ---- | --------------------------------------------- | ---------- | ----------------- | ----------------------------------------------------------------------- |
| Wygrana   | 22-6-1 | Mickaël Lebout (24-12-2. 1 NC)  | Decyzja (jednogłośna)                       | 3     | 5:00 | XTB KSW 106: Parnasse vs. Ziółkowski          | 10.05.2025 | Lyon              | Debiut w KSW. Limit umowny -72 kg. Bonus za walkę wieczoru              |
| Wygrana   | 21-6-1 | Pedro Souza (18-6)              | TKO (ciosy pięściami w parterze)            | 3     | 1:39 | Hexagone MMA 24                               | 01.02.2025 | Nantes            | Main Event                                                              |
| Wygrana   | 20-6-1 | Estabili Amato (13-7)           | TKO (kopnięcie na korpus)                   | 1     | 4:42 | Ares FC 27: Augen vs. Rocha                   | 23.11.2024 | Marsylia          |                                                                         |
| Wygrana   | 19-6-1 | Ghiles Oudelha (15-6)           | Decyzja (jednogłośna)                       | 3     | 5:00 | Ares FC 22: Sola vs. Imavov                   | 14.06.2024 | Paryż             |                                                                         |
| Wygrana   | 18-6-1 | Alaa Mansour (10-3)             | TKO (poddanie werbalne po ciosach kolanami) | 1     | 0:58 | Ares FC 15: Pena vs. Saadi                    | 11.05.2023 | Paryż             |                                                                         |
| Wygrana   | 17-6-1 | Ghiles Oudelha (14-5)           | Decyzja (jednogłośna)                       | 3     | 5:00 | Ares FC 11: Abdoul vs. Haratyk                | 20.01.2023 | Paryż             |                                                                         |
| Remis     | 16-6-1 | Damien Lapilus (20-14-2. 2 NC)  | Remis (większościowy)                       | 5     | 5:00 | Ares FC 9: Lapilus vs. Ayoub 2                | 03.11.2022 | Paryż             | Pojedynek o pas mistrzowski Ares FC w wadze lekkiej. Main Event         |
| Przegrana | 16-6   | Damien Lapilus (19-14-2. 2 NC)  | TKO (przerwanie lekarskie)                  | 2     | 3:24 | Ares FC 7: Abdoul vs. Amoussou                | 25.06.2022 | Paryż             |                                                                         |
| Przegrana | 16-5   | Ahmed Amir (11-3-1)             | Decyzja (jednogłośna)                       | 5     | 5:00 | Brave CF 54                                   | 25.09.2021 | Konin             | Stracił pas mistrzowski Brave CF w wadze lekkiej. Main Event            |
| Wygrana   | 16-4   | Mashrabjon Ruziboev (10-2-1)    | Decyzja (jednogłośna)                       | 3     | 5:00 | Brave CF 50                                   | 01.04.2021 | Arad Fort         |                                                                         |
| Wygrana   | 15-4   | Cleiton Silva (15-2)            | TKO (ciosy pięściami)                       | 4     | 1:23 | Brave CF 44                                   | 05.11.2020 | Ar-Rifa           | Zdobył pas mistrzowski Brave CF w wadze lekkiej. Main Event             |
| Wygrana   | 14-4   | Djamil Chan (14-6)              | Poddanie (duszenie gilotynowe)              | 3     | 1:52 | BRAVE CF 31                                   | 07.12.2019 | Durban            | Debiut w Brave CF.                                                      |
| Wygrana   | 13-4   | Yousef Wehbe (7-6)              | Poddanie (duszenie trójkątne rękoma)        | 2     | 1:22 | UAE Warriors 7                                | 05.07.2019 | Abu Zabi          | Obronił pas mistrzowski UAE Warriors w wadze półśredniej. Co-Main Event |
| Wygrana   | 12-4   | Ahmad Labban (7-0)              | Poddanie (dźwignia prosta na staw łokciowy) | 1     | 4:15 | UAE Warriors 6                                | 03.05.2019 | Abu Zabi          | Zdobył pas mistrzowski UAE Warriors w wadze półśredniej. Co-Main Event  |
| Wygrana   | 11-4   | Imran Khadiev (6-1)             | Decyzja (niejednogłośna)                    | 3     | 5:00 | European Beatdown 5                           | 02.02.2019 | La Louvière       | Co-Main Event                                                           |
| Wygrana   | 10-4   | Niko Myllynen (7-7)             | Decyzja (jednogłośna)                       | 3     | 5:00 | CAGE 44                                       | 08.09.2018 | Helsinki          |                                                                         |
| Wygrana   | 9-4    | Yousef Wehbe (6-4)              | Poddanie                                    | 2     |      | Phoenix FC 6                                  | 05.04.2018 | Abu Zabi          |                                                                         |
| Przegrana | 8-4    | Tim Wilde (10-3)                | Decyzja (jednogłośna)                       | 3     | 5:00 | Golden Ticket Fight Promotions: Fight Night 8 | 10.02.2018 | Wolverhampton     |                                                                         |
| Wygrana   | 8-3    | Morgan Heraud (7-6)             | TKO (ciosy pięściami)                       | 1     | 2:48 | Octogone: 1st Edition                         | 13.05.2017 | Marsylia          |                                                                         |
| Wygrana   | 7-3    | Emerick Youmbi (5-7)            | Decyzja (jednogłośna)                       | 3     | 5:00 | Fight Night Series 2                          | 18.03.2017 | Montreux          |                                                                         |
| Przegrana | 6-3    | Saad Boujekka (0-0)             | Decyzja (jednogłośna)                       | 3     | 5:00 | Desert Force 25                               | 19.12.2016 | Amman             |                                                                         |
| Wygrana   | 6-2    | Mehdi Meziri (4-3)              | Decyzja (jednogłośna)                       | 2     | 5:00 | Lyon Fighting Championship 7                  | 19.11.2016 | Lyon              |                                                                         |
| Wygrana   | 5-2    | Mickael Piscitello (0-1)        | Poddanie (duszenie gilotynowe)              | 2     | 3:55 | WWFC: Octagon Pride                           | 30.09.2016 | Mondorf-les-Bains |                                                                         |
| Wygrana   | 4-2    | Fabien Gallinaro (2-1)          | Poddanie (dźwignia prosta na staw łokciowy) | 1     | 4:07 | Knock Out Championship 9                      | 02.04.2016 | Cognac            |                                                                         |
| Wygrana   | 3-2    | Banjougou Sidibe (1-1)          | Poddanie (dźwignia prosta na staw łokciowy) | 1     | 4:55 | ASV 10: Ayoub vs. Sidibe                      | 12.12.2015 | Villepinte        | Main Event                                                              |
| Wygrana   | 2-2    | Ulrick Gareau (0-0)             | Poddanie (duszenie zza pleców)              | 1     | 1:38 | Knock Out Championship 8                      | 18.04.2015 | Cognac            |                                                                         |
| Wygrana   | 1-2    | Sayef Barnaoui (0-0)            | Decyzja (jednogłośna)                       | 3     | 5:00 | 100% Fight 24: Punishment                     | 31.01.2015 | Paryż             |                                                                         |
| Przegrana | 0-2    | Yanis Ghemmouri (2-0)           | Decyzja (niejednogłośna)                    | 2     | 5:00 | 100% Fight: Contenders 24                     | 20.12.2014 | Bois-d’Haine      |                                                                         |
| Przegrana | 0-1    | Mamadou Gueye (3-1)             | Decyzja (jednogłośna)                       | 2     | 5:00 | 100% Fight: Contenders 24                     | 29.11.2014 | Bois-d’Haine      |                                                                         |